# Gorgone fronto
Gorgone fronto är en fjärilsart som beskrevs av Walker 1858. Gorgone fronto ingår i släktet Gorgone och familjen nattflyn. Inga underarter finns listade i Catalogue of Life.